# Jacob Collins-Levy
Jacob Collins Levy, né le 18 mars 1992 à Melbourne, est un acteur anglo-australien.

## Biographie
Collins Levy est né à Melbourne d'une mère australienne et d'un père anglais. En 2012, il a commencé un programme à temps plein au 16th Street Actors Studio à Melbourne.

### Carrière
Après de brèves apparitions en 2015, dans Holding the Man et Gallipoli, la première apparition majeure de Collins-Levy sur grand écran a eu lieu en 2016, dans le rôle de trafiquant de drogue sans cœur Saul  dans le film Joe Cinque's Consolation, qui a été sélectionné pour le 41e Festival international du film de Toronto ,. Collins-Levy a joué Henry VII d'Angleterre dans la série télévisée The White Princess, qui se déroule au lendemain de la guerre des roses, avec Jodie Comer jouant son épouse Elizabeth d'York .

## Filmographie

### Cinéma
- 2015 : Holding the Man : Andrew
- 2016 : Joe Cinque's Consolation : Saul
- 2019 : Le Gang Kelly (True History of the Kelly Gang) de Justin Kurzel : Thomas Curnow

### Télévision
- 2015 : Gallipoli : Anzac jeune (épisode 5)
- 2015 : Glitch : Rory Fitzgerald (3 épisodes)
- 2017 : Barracuda : Clyde (épisode 4)
- 2017 : The White Princess : Henry VII, roi d'Angleterre
- 2019 : Bloom (TV series) (en) : Herb Jeune (saison 1, épisodes 4 et 5)
- 2019 : Pure : Benji (1 épisode)
- 2020 : Doctor Who (Apparitions à la villa Diodati) : Lord Byron
- 2020 : Le Jeune Wallander : Karl-Axel Munck (5 épisodes)
- 2020 : The Liberator : Caporal Tucker (voix) (épisodes 3 et 4)
- 2021 : Les Nouvelles Enquêtes de Miss Fisher : Laurence Osborn (saison 2, épisode 3)
- 2022 : The Witcher : L'Héritage du sang : Eredin Bréacc Glas
- 2024 : Prosper (TV series) (en) : Jed Quinn
- 2024 : Nautilus : Capitaine Youngblood

### Théâtre
- 2021 : Burn This : Burton, Fortyfivedownstairs, Melbourne
- 2023 : Nosferatu : le comte Orlock, Malthouse Theatre, Melbourne
- 2024 : Hamlet : Hamlet, Fortyfivedownstairs avec Melbourne Shakespeare Company

## Voix françaises
| - Jim Redler dans (les séries télévisées) : - The Witcher : L'Héritage du sang - Nautilus Et aussi - Nicolas Djermag dans The White Princess (série télévisée) | - Valérie Schatz dans Le Jeune Wallander (série télévisée) - David Gozlan dans The Liberator (voix) - Lionel Robyr (Belgique) dans Les Nouvelles Enquêtes de Miss Fisher (série télévisée) |